# Herbert Yost
Herbert Yost, parfois connu sous le nom de Barry O'Moore, ou celui de Bertram Yost dans certains films, est un acteur américain du cinéma muet, né le 8 décembre 1879 à Harrison, dans l'Ohio, et mort le 23 octobre 1945 à New York (États-Unis).

## Filmographie (partielle)

### Sous le nom de Barry O'Moore
- 1912 : The Crime of Carelessness (réalisateur inconnu)
- 1913 : A Tudor Princess de J. Searle Dawley

### Sous le nom de Herbert Yost

#### Acteur dans des films réalisés parD. W. Griffith
- 1908 : The Guerrilla
- 1908 : L'Ingrate (The Ingrate)
- 1909 : The Brahma Diamond
- 1909 : At the Altar
- 1909 : Amour et Politique (The Politician's Love Story)
- 1909 : La Vie d'Edgar Poe (Edgar Allan Poe)
- 1909 : The Criminal Hypnotist
- 1909 : La Pièce d'or (The Golden Louis)
- 1909 : The Roue's Heart
- 1909 : L'Extravagante Mme Francis (The Fascinating Mrs. Francis)
- 1909 : Le Chemin du cœur (The Road to the Heart)
- 1909 : The Deception
- 1909 : The Medicine Bottle
- 1909 : The Suicide Club

#### Acteur dans des films d'autres réalisateurs
- 1930 : Fast and Loose, de Fred C. Newmeyer